# Антолкович, Милан
Милан Антолкович (сербохорв. Milan Antolković / Милан Антолковић; 27 сентября 1915, Загреб, Австро-Венгрия — 27 июня 2007, Загреб, Хорватия) — хорватский и югославский футболист, игравший на позиции нападающего, и футбольный тренер.

## Клубная карьера
Милан Антолкович начинал заниматься футболом в загребском клубе «Максимир». С 1931 года он выступал за загребский «Граджянски», выиграв с ним два чемпионата Югославии и один чемпионат Хорватии. В 1933 году Антолкович выступал за команду «Бата Борово» из окрестностей Вуковара.

## Карьера в сборной
1 августа 1937 года Милан Антолкович дебютировал в составе сборной Югославии, выйдя на замену в домашнем товарищеском матче с Турцией. 15 октября 1939 года он забил свой первый мяч за национальную сборную, ставший голом престижа в домашней товарищеской игре с Германией. Всего за Югославию нападающий провёл 8 матчей и отметился одним результативным ударом.
Антолкович также выступал за сборную Хорватии, представлявшую Хорватскую бановину, проведя за неё один матч, и Независимое государство Хорватия (9 игр). В 7 матчах он был капитаном команды. За Хорватию Антолкович забил три гола.

## Тренерская карьера
После завершения игровой карьеры Милан Антолкович работал главным тренером в загребском «Динамо», сборной Югославии, австрийском «Брегенце», берлинской «Тасмании 1900» и хорватском «Осиеке». Наибольших успехов он добился с «Динамо», выиграв с ним в 1960 году Кубок Югославии и выйдя в финал Кубка ярмарок 1962/1963.

## Достижения

### В качестве игрока
«Граджянски»
- Чемпион Югославии (2): 1936/37, 1939/40
- Чемпион Хорватии (2): 1941, 1943
- Обладатель Кубка Хорватии: 1941